# گناه اصلی (فیلم ۱۹۹۲)
گناه اصلی (انگلیسی: Original Sin) یک فیلم سینمایی ژاپنی درام و رمانتیک به کارگردانی تاکاشی ایشی است که در سال ۱۹۹۲ منتشر شد. از بازیگران آن می‌توان به شینوبو اوتاکه اشاره کرد.